# Pachites bodkinii
Pachites bodkinii är en orkidéart som beskrevs av Harry Bolus. Pachites bodkinii ingår i släktet Pachites och familjen orkidéer. Inga underarter finns listade i Catalogue of Life.